# 남다름
남다름(南多凜, 2002년 6월 13일 ~ )은 대한민국의 배우이다.

## 학력
- 정천초등학교 (졸업)
- 정천중학교 (졸업)
- 율천고등학교 (졸업)
- 중앙대학교 공연영상창작학부 연극전공 (재학)

## 연기 활동

### 드라마
| 연도 | 방송사                                           | 제목                                                    | 역할                                       | 비고          |
| ---- | ------------------------------------------------ | ------------------------------------------------------- | ------------------------------------------ | ------------- |
| 2009 | KBS2                                             | 월화드라마 《꽃보다 남자》                              | 어린 윤지후                                | 김현중 아역   |
| 2009 | MBC                                              | 납량특집 《혼》                                         | 어린 김윤오                                | 추헌엽 아역   |
| 2009 | KBS2                                             | 수목드라마 《파트너》                                   | 어린 이태조                                | 이동욱 아역   |
| 2009 | MBC                                              | 수목드라마 《히어로》                                   | 최한결                                     |               |
| 2010 | MBC                                              | 주말특별기획 《신이라 불리운 사나이》                   | 어린 최강타                                | 송일국 아역   |
| 2010 | MBC                                              | 월화드라마 《동이》                                     | 은평군                                     |               |
| 2010 | MBC                                              | 수목드라마 《즐거운 나의 집》                           | 이민조                                     |               |
| 2011 | MBC                                              | 월화드라마 《계백》                                     | 어린 교기                                  | 진태현 아역   |
| 2011 | SBS                                              | 주말특별기획 《폼나게 살거야》                          | 나화성                                     |               |
| 2011 | MBN                                              | 시트콤 《왔어 왔어 제대로 왔어》                        | 어린 고찬영                                | 진이한 아역   |
| 2011 | TV조선                                           | 주말드라마 《고봉실 아줌마 구하기》                     | 최승윤                                     |               |
| 2012 | TV조선                                           | 주말드라마 《고봉실 아줌마 구하기》                     | 최승윤                                     |               |
| JTBC | 수목드라마 《러브 어게인》                       | 진호                                                    |                                            |               |
| SBS  | 월화드라마 《추적자 THE CHASER》                 | 강민성                                                  |                                            |               |
| MBC  | 창사특별기획 《마의》                            | 어린 이성하                                             | 이상우 아역                                |               |
| 2013 | SBS                                              | 일일드라마 《못난이 주의보》                            | 어린 공현석                                | 최태준 아역   |
| 2013 | SBS                                              | 월화드라마 《수상한 가정부》                            | 은세결                                     |               |
| 2014 | SBS                                              | 드라마스페셜 《쓰리 데이즈》                            | 어린 한태경                                | 박유천 아역   |
| 2014 | KBS2                                             | 월화드라마 《빅맨》                                     | 어린 강동석                                | 최다니엘 아역 |
| 2014 | SBS                                              | 드라마스페셜 《피노키오》                               | 어린 기하명                                | 이종석 아역   |
| 2015 | SBS                                              | 드라마스페셜 《피노키오》                               | 어린 기하명                                | 이종석 아역   |
| tvN  | 금토드라마 《하트 투 하트》                      | 어린 고이석                                             | 천정명 아역                                |               |
| MBC  | 월화드라마 《화정》                              | 어린 한음 이덕형                                        | 이성민 아역                                |               |
| SBS  | 대하드라마 《육룡이 나르샤》                     | 어린 이방원 (충녕대군 이도)                             | 유아인 아역 (1회 ~ 4회, 마지막회 특별출연) |               |
| SBS  | 대하드라마 《육룡이 나르샤》                     | 어린 이방원 (충녕대군 이도)                             | 유아인 아역 (1회 ~ 4회, 마지막회 특별출연) | 2016          |
| tvN  | 금토드라마 《기억》                              | 박정우                                                  |                                            |               |
| JTBC | 금토드라마 《마녀보감》                          | 허준의 제자                                             |                                            |               |
| tvN  | 불금불토스페셜 《안투라지》                      | 왕호                                                    |                                            |               |
| tvN  | 금토드라마 《쓸쓸하고 찬란하神 - 도깨비》        | 소년                                                    | 특별출연                                   |               |
| tvN  | 금토드라마 《쓸쓸하고 찬란하神 - 도깨비》        | 소년                                                    | 특별출연                                   | 2017          |
| MBC  | 주말특별기획 《도둑놈, 도둑님》                  | 청년 한준희 / 장민재                                    | 김지훈 아역                                |               |
| MBC  | 월화드라마 《왕은 사랑한다》                     | 어린 왕원                                               | 임시완 아역                                |               |
| SBS  | 드라마스페셜 《당신이 잠든 사이에》              | 어린 정재찬                                             | 이종석 아역                                |               |
| JTBC | 월화드라마 《그냥 사랑하는 사이》                | 어린 이강두                                             | 이준호 아역                                |               |
| JTBC | 월화드라마 《그냥 사랑하는 사이》                | 어린 이강두                                             | 이준호 아역                                | 2018          |
| KBS2 | 월화드라마 《라디오 로맨스》                     | 어린 지수호                                             | 윤두준 아역                                |               |
| MBC  | 수목드라마 《이리와 안아줘》                     | 청년 채도진 / 윤나무                                    | 장기용 아역                                |               |
| SBS  | 월화드라마 《여우각시별》                        | 어린 이수연                                             | 이제훈 아역                                |               |
| tvN  | 단막극 《드라마 스테이지 - 굿-바이 내 인생보험》 | 김민재                                                  |                                            |               |
| 2019 | JTBC                                             | 금토드라마 《아름다운 세상》                            | 박선호                                     |               |
| 2019 | tvN                                              | 토일드라마 《호텔 델루나》                              | 대동정신                                   | 특별출연      |
| 2019 | tvN                                              | 수목드라마 《악마가 너의 이름을 부를 때》               | 어린 류                                    | 박성웅 아역   |
| 2020 | tvN                                              | 월화드라마 《반의 반》                                  | 어린 문하원                                | 정해인 아역   |
| 2020 | tvN                                              | 토일드라마 《스타트업》                                 | 한지평                                     | 김선호 아역   |
| 2021 | tvN                                              | 월화드라마 《어느 날 우리 집 현관으로 멸망이 들어왔다》 | 귀공자(박영)                               | 특별출연      |
| 2021 | 카카오TV                                         | 오리지널 드라마 《우수무당 가두심》                     | 나우수                                     |               |
| 2022 | TVING                                            | 오리지널 드라마 《괴이》                                | 한도경                                     |               |
| 2022 | Netflix                                          | 오리지널 드라마 《안나라수마나라》                      | 어린 리을(류민혁)                          | 지창욱 아역   |
| 2024 | KBS2                                             | 《드라마 스페셜 - 사관은 논한다》                       | 동궁                                       |               |
| 2025 | JTBC                                             | 금요 드라마 《마이 유스》                               | 선우해                                     | 송중기 아역   |
| 2025 | Netflix                                          | 오리지널 드라마 《자백의 대가》                         | 세훈                                       |               |

### 영화
| 연도 | 제목                  | 역할        | 비고     |
| ---- | --------------------- | ----------- | -------- |
| 2013 | 《노브레싱》          | 어린 정우상 |          |
| 2014 | 《군도: 민란의 시대》 | 어린 조윤   |          |
| 2015 | 《허삼관》            | 허일락      |          |
| 2016 | 《내일의 시간》       | 이창수      | 단편영화 |
| 2021 | 《싱크홀》            | 정승태      |          |
| 2021 | 《제8일의 밤》        | 청석        |          |
| 2022 | 《탄생》              | 헌종        |          |

## 연기 외 활동

### 텔레비전 프로그램
| 연도 | 방송사 | 제목            | 역할        | 비고 |
| ---- | ------ | --------------- | ----------- | ---- |
| 2008 | MBC    | 뽀뽀뽀 아이조아 | 8.25일 출연 |      |
| 2014 | KBS2   | 별친구          | 파일럿 2회  |      |

### 뮤직비디오
| 연도 | 가수     | 곡명          | 비고 |
| ---- | -------- | ------------- | ---- |
| 2009 | 리지     | I Cry         |      |
| 2016 | 씨엔블루 | 이렇게 예뻤나 |      |
| 2016 | 씨엔블루 | Glory days    |      |

### 광고
- 금연 캠페인 보건복지부
- 현대 아반떼
- 현대 자동차 공익
- 야쿠르트 세븐
- 에버랜드
- 한돈
- 쎈
- 킨더초콜릿
- 신삼국지 모바일(게임)

## 수상 및 후보
| 연도 | 시상식                        | 부문                     | 작품                         | 결과 |
| ---- | ----------------------------- | ------------------------ | ---------------------------- | ---- |
| 2015 | 제4회 에이판 스타 어워즈      | 남자 아역상              | 피노키오                     | 수상 |
| 2016 | 제11회 맥스무비 최고의 영화상 | 최고의 남자신인배우상    | 허삼관                       | 후보 |
| 2017 | MBC 연기대상                  | 아역상                   | 왕은 사랑한다                | 수상 |
| 2017 | SBS 연기대상                  | 청소년연기상             | 당신이 잠든 사이에           | 후보 |
| 2018 | 2018 올해의 브랜드 대상       | 아역배우상               |                              | 수상 |
| 2018 | KBS 연기대상                  | 남자 청소년연기상        | 라디오 로맨스                | 수상 |
| 2021 | 제42회 청룡영화상             | 신인남우상               | 싱크홀                       | 후보 |
| 2024 | KBS 연기대상                  | 드라마스페셜상 남자 부문 | 드라마스페셜 - 사관은 논한다 | 수상 |